# Bundesautobahn 834
Bundesautobahn 834 (Abkürzung: BAB 834) – Kurzform: Autobahn 834 (Abkürzung: A 834) – war der Projektname einer in den 1970er Jahren geplanten Stadtautobahn in Stuttgart, die die A 831 bei Stuttgart-Vaihingen mit der A 8 bei Stuttgart-Möhringen verbinden sollte. Als Bauvorleistung wurde in der Nähe der Universität eine Anschlussstelle in Form eines Autobahndreiecks mit Ausfahrt nach links errichtet. Diese Anschlussstelle ist heute als Dreieck Johannesgraben ausgeschildert.
Die Autobahn wurde nie gebaut, auf der Trasse verläuft heute die Nord-Süd-Straße.